# Johann Wagner (Politiker, 1893)
Johann Wagner, auch Hans, (geboren 3. März 1893 in Lechwitz, Österreich-Ungarn; gestorben 17. März 1984 in Wien) war ein deutschnationaler Politiker des Bundes der Landwirte (BdL) in der Tschechoslowakei und Vertriebenenfunktionär in Österreich.

## Leben
Johann Wagner war ein Sohn des Landwirts und Reichsrats- und Landtagsabgeordneten Franz Wagner. Wagner besuchte die Lehrerbildungsanstalt Oberhollabrunn und wurde 1912 Volksschullehrer in Schackwitz-Hermannsdorf. Er war als Reserveoffizier Soldat im Ersten Weltkrieg und wurde nach Kriegsende und Gründung der Tschechoslowakei Volksschuldirektor in Lechwitz. Wagner wurde nach Gründung des Bundes der Landwirte in der Tschechoslowakei Ende 1918 aktiver Politiker der Partei und engagierte sich in den deutschen Verbänden Südmährens. Da er  sich gegen die Tschechoslowakisierung wandte, wurde er des Hochverrats angeklagt, eingekerkert und 1923 aus dem Schuldienst entlassen. Seinen Lebensunterhalt bestritt er nunmehr als Landwirt. Wagner wurde 1925 in das Tschechoslowakische Abgeordnetenhaus gewählt und für die Wahlperiode von 1930 bis 1935 wiedergewählt.
Nach der deutschen Annexion des Sudetenlandes 1938 und Ausbruch des Zweiten Weltkriegs 1939 wurde er als Kompaniechef eines Ersatzregiments eingezogen. Von 1942 bis 1945 war er neben seiner landwirtschaftlichen Tätigkeit Leiter der Volksschule in Borotitz.
Wagner wurde nach Kriegsende von der tschechoslowakischen Miliz verhaftet und angeklagt. Er konnte Ende 1945 der Haft entkommen und floh zu seiner aus der Tschechoslowakei vertriebenen Familie, die zunächst in Unterretzbach untergekommen war und dann nach Wien zog. In Wien wurde Wagner als Vertriebenenpolitiker und Vertriebenenfunktionär aktiv. Er wurde Leiter einer vom österreichischen Innenministerium eingerichteten Zentralverwaltungsstelle für Vertriebene. Er gründete in Österreich den Südmährerbund und gab bis Ende der 1970er Jahre deren Verbandsorgan heraus. Wagner war von 1950 bis 1962 Leiter des Hauptverbandes Sudetendeutscher Landsmannschaften in Österreich. Er war Mitgründer und führender Funktionär der Gemeinschaft Ost- und Sudetendeutscher Grundeigentümer (GOG).